# Barbula somaliae
Barbula somaliae är en bladmossart som beskrevs av C. Müller 1876. Barbula somaliae ingår i släktet neonmossor, och familjen Pottiaceae. Inga underarter finns listade i Catalogue of Life.